# Liste des routes longitudinales au Brésil
Note. Les codifications des États brésiliens sont les suivantes :

AC : Acre ; AL : Alagoas ; AM : Amazonas ; AP : Amapá ; BA : Bahia ; CE : Ceará ; DF : District Fédéral ; ES : Espírito Santo ; GO ; Goiás ; MA : Maranhão ; MG : Minas Gerais ; MS : Mato Grosso do Sul ; MT : Mato Grosso ; PA : Pará ; PB : Paraíba ; PE : Pernambouc ; PI : Piauí ; PR : Paraná ; RJ : Rio de Janeiro ; RN : Rio Grande do Norte ; RO : Rondônia ; RR : Roraima ; RS : Rio Grande do Sul ; SC : Santa Catarina ; SE : Sergipe ; SP : São Paulo ; TO : Tocantins.

## Liste des routes longitudinales
- BR-101 (Translittorale) : Touros (RN) - São José do Norte (RS), 4 551,400 km à travers les États du Rio Grande do Norte, de la Paraíba, du Pernambouc, de l'Alagoas, du Sergipe, de Bahia, de l'Espírito Santo, de Rio de Janeiro, São Paulo, du Paraná, de Santa Catarina et du Rio Grande do Sul.
Détail du parcours et carte.
- BR-104 : Macau (RN) - Maceió (AL), 672,300 km à travers les États du Rio Grande do Norte, de la Paraíba, du Pernambouc et de l'Alagoas.
Détail du parcours et carte.
- BR-110 : Areia Branca (RN) - São Sebastião do Passé (BA), 1 059,300 km à travers les États du Rio Grande do Norte, de la Paraíba, du Pernambouc, de l'Alagoas et de Bahia.
Détail du parcours et carte.
- BR-116 : Fortaleza (CE) - Jaguarão (RS), 4 385 km à travers les États du Ceará, du Pernambouc, de Bahia, du Minas Gerais, de Rio de Janeiro, de São Paulo, du Paraná, de Santa Catarina et du Rio Grande do Sul.
Détail du parcours et carte.
- BR-120 : Araçuaí (MG) - Arraial do Cabo (RJ), 975 km à travers les États du Minas Gerais et de Rio de Janeiro.
Détail du parcours et carte. (Certains tronçons sont inachevés ; voir les détails sous les liens)
- BR-122 : Chorozinho (CE) - Montes Claros (MG), 1801,900 km à travers les États du Ceará, du Pernambouc, de Bahia et du Minas Gerais.
Détail du parcours et carte. (Certains tronçons sont inachevés ; voir les détails sous les liens)
- BR-135 : São Luis (MA) - Belo Horizonte (MG), 2 481,400 km à travers les États du Maranhão, du Piauí, de Bahia et du Minas Gerais.
Détail du parcours et carte. (Certains tronçons sont inachevés ; voir les détails sous les liens)
- BR-146 : Patos de Minas (MG) - Bragança Paulista (SP), 678,700 km à travers les États du Minas Gerais et de São Paulo.
Détail du parcours et carte. (Certains tronçons sont inachevés ; voir les détails sous les liens)
- BR-153 (Transbrésilienne) : Marabá (PA) - Aceguá (RS), 3 402,800 km à travers les États du Pará, du Tocantins, du Goiás, du Minas Gerais, de São Paulo, du Paraná, de Santa Catarina et du Rio Grande do Sul.
Détail du parcours et carte. (Certains tronçons sont inachevés ; voir les détails sous les liens)
- BR-154 : Cachoeira Dourada (GO) - Lins (SP), 465,300 km à travers les États du Goiás, du Minas Gerais et de São Paulo.
Détail du parcours et carte. (Certains tronçons sont inachevés ; voir les détails sous les liens)
- BR-156 : Oiapoque (AP) - Cachoeira Santo Antônio (AP), 3 946,200 km à travers l'État de l'Amapá.
Détail du parcours et carte.
- BR-158 : Altamira (PA) - Santana do Livramento (RS), 465,300 km à travers les États du Pará, du Mato Grosso, du Goiás, du Mato Grosso do Sul, de São Paulo, du Paraná, de Santa Catarina et du Rio Grande do Sul.
Détail du parcours et carte. (Certains tronçons sont inachevés ; voir les détails sous les liens)
- BR-163 : Óbidos (PA) - Tenente Portela (RS), 4 439,600 km à travers les États du Pará, du Mato Grosso, du Mato Grosso do Sul, du Paraná, de Santa Catarina et du Rio Grande do Sul.
Détail du parcours et carte. (Certains tronçons sont inachevés ; voir les détails sous les liens)
- BR-174 : Cáceres (MT) - Igarapé Ávila (RR), 2 534,400 km à travers les États du Mato Grosso, du Rondônia, de l'Amazonas et du Roraima.
Détail du parcours et carte. (Seuls la partie entre Manaus et la frontière vénézuélienne et quelques autres tronçons sont achevés ; voir les détails sous les liens)